# Bryopastoridae
Bryopastoridae zijn een familie van mosdiertjes uit de orde Cheilostomatida en de klasse van de Gymnolaemata. De wetenschappelijke naam ervan is in 1999 voor het eerst geldig gepubliceerd door d'Hondt & Gordon.

## Geslachten
- Bryopastor Gordon, 1982
- Omoiosia Canu & Bassler, 1927 (taxon inquirendum)
- Pseudothyracella Labracherie, 1975